# Lenore Aubert
Lenore Aubert (rojstno ime Eleanore Maria Leisner), slovensko-ameriška gledališka in filmska igralka, * 18. april 1918, Celje, † 31. julij 1993, Great Neck, New York, ZDA.
Lenore Aubert je odraščala na Dunaju in se poročila z Judom Juliusom Altmanom. Po Anschlussu sta pred nacizmom emigrirala v Pariz in nato ZDA. Tam je začela igrati v gledališču in v 1940. v filmih, običajno v klišejskih vlogah eksotične in skrivnostne ženske. Leta 1956 se je s prvim možen ločila in tri leta za tem poročila z milijonarjem Miltonom Greenom, od katerega se je ločila leta 1974. 

## Filmografija
- Bluebeard's Eighth Wife (1938)
- They Got Me Covered (1943)
- Passport to Destiny (1944)
- Action in Arabia (1944)
- Having Wonderful Crime (1945)
- The Catman of Paris (1946)
- The Wife of Monte Cristo (1946)
- The Other Love (1947)
- I Wonder Who's Kissing Her Now (1947)
- The Prairie (1947)
- The Return of the Whistler (1948)
- Abbott and Costello Meet Frankenstein (1948)
- Barbary Pirate (1949)
- Abbott and Costello Meet the Killer, Boris Karloff (1949)
- The Silver Theatre (TV series) (1949)
- Suspense (TV series) (1949)
- Famous Jury Trials (TV series) (1950)
- Actor's Studio (TV series) (1950)
- Falschmunzer am Werk (1951)
- Une fille sur la route (1952)